# آدانی پورتس
آدانی پورتس (انگلیسی: Adani Ports) شرکت لجستیک هندی است، که در سال ۲۰۱۶ توسط گاوتام ادانی تأسیس شد.